# Jakob Dorigoni
Jakob Dorigoni (10 maart 1998) is een Italiaans wielrenner en veldrijder. die anno 2020 rijdt voor Work Service Dynatek Vega.

## Carrière
In de jeugdcategorieën werd Dorigoni vijfmaal achter elkaar Italiaans kampioen veldrijden, tweemaal bij de junioren, drie maal bij de beloften. In 2018 eindigt hij op de achtste plaats op de Wereldkampioenschappen veldrijden 2018 voor beloften. Een jaar later wordt hij vijfde. 
In 2019 werd Dorigoni prof bij Colpack. 
Op de weg behaalde Dorigoni twee overwinningen bij de beloften.

## Palmares
Veldrijden
| Seizoen | Wereldbeker | Superprestige | Bpost Trofee | WK | EK  | IK   | Overige                       | Totaal aantal zeges |
| ------- | ----------- | ------------- | ------------ | -- | --- | ---- | ----------------------------- | ------------------- |
| 2015-16 |             |               |              |    |     | Goud |                               | 1                   |
| 2016-17 |             |               |              |    |     | Goud |                               | 1                   |
| 2017-18 |             |               |              | 8e | 10e | Goud |                               | 1                   |
| 2018-19 |             |               |              | 5e | 14e | Goud |                               | 1                   |
| 2019-20 |             |               |              |    |     | Goud | Brugherio, GP Vittorio Veneto | 3                   |
| 2020-21 |             |               |              |    |     |      | Jičín                         | 1                   |
|         |             |               |              |    |     |      |                               |                     |
| Totaal  |             |               |              |    |     | 5    | 3                             | 8                   |

## Ploegen
- 2020 ·  Work Service Dynatek Vega (vanaf 25-6)